# 奥莱特
奥莱特（法語：Olette，法語發音：[ɔlɛt] ⓘ）是法国东比利牛斯省的一个市镇，属于普拉德区。

## 地理
奥莱特（42°33'19"N, 2°16'11"E）面积28.95 平方千米，位于法国奧克西塔尼大區东比利牛斯省，该省份为法国大陆部分最南部的省份，涵盖了北加泰罗尼亚，北起奥德省，西接阿列日省和安道尔，南与西班牙接壤，东临地中海。
与奥莱特接壤的市镇（或旧市镇、城区）包括：诺埃德、瑞若尔斯、塞尔迪尼亚、苏阿尼亚斯、卡纳韦耶、奥雷亚、桑萨。

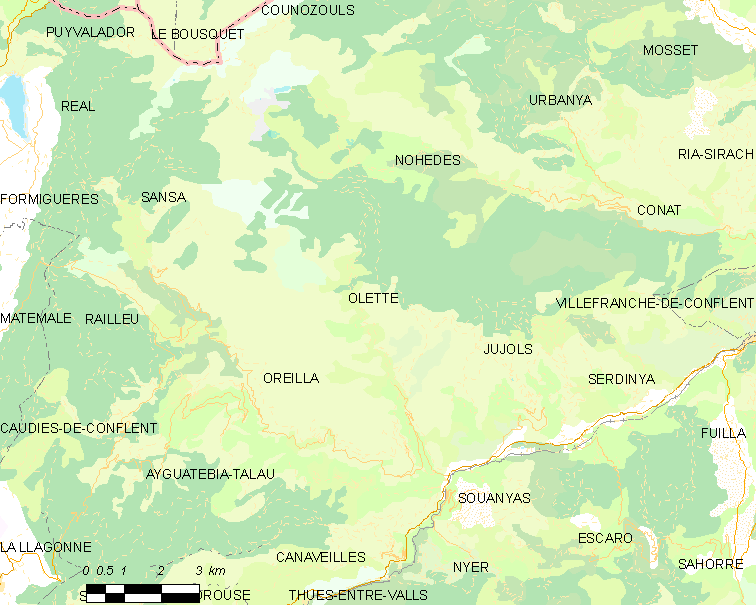
奥莱特的OSM定位图

奥莱特的时区为UTC+01:00、UTC+02:00（夏令时）。

## 行政
奥莱特的邮政编码为66360，INSEE市镇编码为66125。

## 政治
奥莱特所属的省级选区为加泰罗尼亚比利牛斯县。

## 人口

1962-2008年间奥莱特人口变化图示

奥莱特于2022年1月1日时的人口数量为337人。